# Cinderella (Band)/Diskografie
Diese Diskografie ist eine Übersicht über die musikalischen Werke der US-amerikanischen Glam-Metal/Hard-Rock-Band Cinderella. Den Schallplattenauszeichnungen zufolge hat sie bisher mehr als 7,6 Millionen Tonträger verkauft. Ihre erfolgreichste Veröffentlichung ist das zweite Studioalben Long Cold Winter mit mehr als 3,2 Millionen verkauften Einheiten.

## Alben

### Studioalben
| Jahr | Titel Musiklabel                   | Höchstplatzierung, Gesamtwochen, AuszeichnungChartplatzierungen (Jahr, Titel, Musiklabel, Platzierungen, Wochen, Auszeichnungen, Anmerkungen) | Höchstplatzierung, Gesamtwochen, AuszeichnungChartplatzierungen (Jahr, Titel, Musiklabel, Platzierungen, Wochen, Auszeichnungen, Anmerkungen) | Höchstplatzierung, Gesamtwochen, AuszeichnungChartplatzierungen (Jahr, Titel, Musiklabel, Platzierungen, Wochen, Auszeichnungen, Anmerkungen) | Höchstplatzierung, Gesamtwochen, AuszeichnungChartplatzierungen (Jahr, Titel, Musiklabel, Platzierungen, Wochen, Auszeichnungen, Anmerkungen) | Höchstplatzierung, Gesamtwochen, AuszeichnungChartplatzierungen (Jahr, Titel, Musiklabel, Platzierungen, Wochen, Auszeichnungen, Anmerkungen) | Anmerkungen                                                   |
| Jahr | Titel Musiklabel                   | DE | CH | UK | US | CA | Anmerkungen                                                   |
| ---- | ---------------------------------- | --- | --- | --- | --- | --- | ------------------------------------------------------------- |
| 1986 | Night Songs Mercury Records        | — | — | — | US3 ×3Dreifachplatin · (70 Wo.)US | CA15 Platin · (… Wo.)CA | Erstveröffentlichung: 6. Oktober 1986 Verkäufe: + 3.100.000   |
| 1988 | Long Cold Winter Mercury Records   | DE24 (12 Wo.)DE | CH7 Gold · (10 Wo.)CH | UK30 (6 Wo.)UK | US10 ×3Dreifachplatin · (66 Wo.)US | CA24 ×2Doppelplatin · (… Wo.)CA | Erstveröffentlichung: 21. Mai 1988 Verkäufe: + 3.250.000      |
| 1990 | Heartbreak Station Mercury Records | DE34 (15 Wo.)DE | CH8 Gold · (15 Wo.)CH | UK36 (2 Wo.)UK | US19 Platin · (32 Wo.)US | CA28 Platin · (… Wo.)CA | Erstveröffentlichung: 20. November 1990 Verkäufe: + 1.150.000 |
| 1994 | Still Climbing Mercury Records     | — | — | UK88 (1 Wo.)UK | US178 (1 Wo.)US | — | Erstveröffentlichung: 8. November 1994                        |

### Livealben
- 1991: Live Train to Heartbreak Station
- 1999: Live at the Key Club
- 2006: Extended Versions

### Kompilationen
- 1997: Once upon a...
- 1998: Bad Attitude 1986–1994
- 2000: The Best of
- 2000: Golden Collection 2000
- 2001: The Collection
- 2005: Rocked, Wired and Bluesed: The Greatest Hits
- 2006: Gold
- 2008: Best Ballads
- 2012: Icon

## Singles

### Als Leadmusiker
| Jahr | Titel Album                                               | Höchstplatzierung, Gesamtwochen, AuszeichnungChartplatzierungen (Jahr, Titel, Album, Platzierungen, Wochen, Auszeichnungen, Anmerkungen) | Höchstplatzierung, Gesamtwochen, AuszeichnungChartplatzierungen (Jahr, Titel, Album, Platzierungen, Wochen, Auszeichnungen, Anmerkungen) | Höchstplatzierung, Gesamtwochen, AuszeichnungChartplatzierungen (Jahr, Titel, Album, Platzierungen, Wochen, Auszeichnungen, Anmerkungen) | Höchstplatzierung, Gesamtwochen, AuszeichnungChartplatzierungen (Jahr, Titel, Album, Platzierungen, Wochen, Auszeichnungen, Anmerkungen) | Höchstplatzierung, Gesamtwochen, AuszeichnungChartplatzierungen (Jahr, Titel, Album, Platzierungen, Wochen, Auszeichnungen, Anmerkungen) | Anmerkungen                            |
| Jahr | Titel Album                                               | DE | CH | UK | US | CA | Anmerkungen                            |
| ---- | --------------------------------------------------------- | --- | --- | --- | --- | --- | -------------------------------------- |
| 1986 | Nobody’s Fool Night Songs                                 | — | — | — | US13 (21 Wo.)US | CA35 (… Wo.)CA | Erstveröffentlichung: Oktober 1986     |
| 1987 | Somebody Save Me Night Songs                              | — | — | — | US66 (7 Wo.)US | — | Erstveröffentlichung: 10. Februar 1987 |
| 1988 | Gypsy Road Long Cold Winter                               | — | — | UK54 (2 Wo.)UK | US51 (7 Wo.)US | CA89 (… Wo.)CA | Erstveröffentlichung: 1988             |
| 1988 | Don’t Know What You Got (Till It’s Gone) Long Cold Winter | — | — | UK54 (2 Wo.)UK | US12 (22 Wo.)US | CA68 (… Wo.)CA | Erstveröffentlichung: August 1988      |
| 1989 | The Last Mile Long Cold Winter                            | — | — | — | US36 (10 Wo.)US | — | Erstveröffentlichung: Januar 1989      |
| 1989 | Coming Home Long Cold Winter                              | — | — | — | US20 (17 Wo.)US | — | Erstveröffentlichung: 1989             |
| 1990 | Shelter Me Heartbreak Station                             | — | — | UK55 (2 Wo.)UK | US36 (13 Wo.)US | CA27 (… Wo.)CA | Erstveröffentlichung: 1990             |
| 1991 | Heartbreak Station                                        | — | — | UK63 (1 Wo.)UK | US44 (11 Wo.)US | CA51 (… Wo.)CA | Erstveröffentlichung: 1991             |

Weitere Singles
- 1986: Shake Me
- 1986: Night Songs
- 1989: Move Over
- 1991: The More Things Change
- 1992: Hot and Bothered
- 1994: Bad Attitude Shuffle
- 1994: Through the Rain
- 1994: Freewheelin’
- 1994: Hard to Find the Words
- 1997: War Stories

### Splits
- 1986: Shake Me (Live) / Any Way You Slice It (mit Kiss)
- 1989: Didn’t Know It Was Love / Don’t Know What You Got (Till It’s Gone) (mit Survivor)
- 1990: Deuce (Original Demo Tape) / Coming Home (mit Kiss)

## Videoalben und Musikvideos

### Videoalben
- 1986: Night Songs – The Videos (US: Gold)
- 1990: Tales from the Gypsy Road (US: Gold)
- 1991: Heartbreak Station Video Collection
- 1997: Looking Back – The Video Collection
- 2004: The Best of
- 2005: Rocked, Wired and Bluesed: The Greatest Video Hits
- 2005: In Concert (US: Gold)

### Musikvideos
- 1986: Somebody Save Me
- 1986: Shake Me
- 1986: Nobody’s Fool
- 1988: The Last Mile
- 1988: Gypsy Road
- 1988: Coming Home
- 1988: Don’t Know What You Got (Till It’s Gone)
- 1990: Heartbreak Station
- 1991: The More Things Change
- 1992: Shelter Me

## Statistik

### Chartauswertung
|                     | DE    | CH    | UK    | US    | CA    |
| ------------------- | ----- | ----- | ----- | ----- | ----- |
| Nummer-eins-Alben   | DE—DE | CH—CH | UK—UK | US—US | CA—CA |
| Top-10-Alben        | DE—DE | CH2CH | UK—UK | US2US | CA—CA |
| Alben in den Charts | DE2DE | CH2CH | UK3UK | US4US | CA3CA |

|                       | DE    | CH    | UK    | US    | CA    |
| --------------------- | ----- | ----- | ----- | ----- | ----- |
| Nummer-eins-Singles   | DE—DE | CH—CH | UK—UK | US—US | CA—CA |
| Top-10-Singles        | DE—DE | CH—CH | UK—UK | US—US | CA—CA |
| Singles in den Charts | DE—DE | CH—CH | UK4UK | US8US | CA5CA |

### Auszeichnungen für Musikverkäufe
Anmerkung: Auszeichnungen in Ländern aus den Charttabellen bzw. Chartboxen sind in ebendiesen zu finden.
| Land/RegionAuszeichnungen für Musikverkäufe (Land/Region, Auszeichnungen, Verkäufe, Quellen) | Gold     | Platin       | Verkäufe  | Quellen         |
| -------------------------------------------------------------------------------------------- | -------- | ------------ | --------- | --------------- |
| Kanada (MC)                                                                                  | —        | 4× Platin4   | 400.000   | musiccanada.com |
| Schweiz (IFPI)                                                                               | 2× Gold2 | —            | 50.000    | hitparade.ch    |
| Vereinigte Staaten (RIAA)                                                                    | 3× Gold3 | 7× Platin7   | 7.150.000 | riaa.com        |
| Insgesamt                                                                                    | 5× Gold5 | 11× Platin11 |           |                 |